# Beur sur la ville
Beur sur la ville è un film del 2011 scritto, diretto e prodotto da Djamel Bensalah.

## Trama
A 27 anni Khalid Belkacem, francese di origini algerine, aveva fallito in tutto: diploma, patente anche il vaccino…, e non si aspettava di certo di diventare il primo “discriminato positivo” della polizia francese. Gli affidano un caso difficile e pericoloso: deve scovare un serial killer che uccide giovani donne bionde presso la moschea. Lo accompagnano nell'impresa, il vietnamita Tong e l'africano Mamadou, altri due altri poliziotti d'origine straniera.

## Critica
(22º Festival del cinema africano, d'Asia e America Latina di Milano)

## Distribuzione
La pellicola è uscita in Francia il 12 ottobre 2011.